# Dynomene filholi
Dynomene filholi is een krabbensoort uit de familie van de Dynomenidae. De wetenschappelijke naam van de soort is voor het eerst geldig gepubliceerd in 1894 door Bouvier.